# X3D
X3D är en standard för visning av tredimensionell realtidsgrafik på datorer. X3D är en vidareutveckling av VRML.